# Monika Czarska
Monika Czarska (ur. 18 lutego 1978) – polska malarka, graficzna, fotografka, autorka okładek książkowych oraz nauczycielka akademicka.

## Życiorys
W 2003 obroniła dyplom na Wydziale Grafiki Akademii Sztuk Pięknych im. Władysława Strzemińskiego w Łodzi. W 2018 uzyskała stopień doktora sztuk plastycznych pracą Grafika wydawnicza w kontekście nowych mediów. Opracowanie prototypu multimedialnego podręcznika do nauki kompozycji z uwzględnieniem doświadczeń User Experience inspirowanego Punkt i linia a płaszczyzna Wasyla Kandyńskiego. Jej promotorem był Sławomir Kosmynka. Wielokrotnie prezentowała swoje prace, m.in. w 2006 w ramach Festiwalu Dialogu Czterech Kultur na wystawie „Pieniądz—nominał wartości” oraz w 2007 w Galerie Salustowicz w Bielefeld w Niemczech.
Obecnie pracuje w Instytucie Architektury i Tekstyliów Politechniki Łódzkiej w Zespole Komunikacji Wizualnej (Pracownik dydaktyczny).
W 2016 na 25. Festiwalu Polskiego Malarstwa Współczesnego w Szczecinie za obrazy Yes, No oraz Maybe otrzymała nagrodę Prezydenta Miasta Szczecina.
Współzałożycielka i członkini Grupy artystek Frakcja, a także członkini Stowarzyszenia Sztuka i Dokumentacja.